# Bernhard Müller-Schoenau
Bernhard Müller-Schoenau (* 27. Mai 1925 in Berlin; † 10. Juni 2003 ebenda) war ein deutscher Politiker (CDU).
Bernhard Müller-Schoenau besuchte ein Gymnasium und legte das Abitur ab. Er musste zum Reichsarbeitsdienst, wurde anschließend von der Wehrmacht eingezogen und geriet in Kriegsgefangenschaft. Nach dem Zweiten Weltkrieg studierte er Volkswirtschaftslehre in Berlin und an der Syracuse University (USA). 1950 wurde er Redakteur bei den Tageszeitungen „Die Neue Zeitung“, „Der Tag“ und „Der Kurier“. Auch beim Radiosender RIAS war er Redakteur.
Bei der Berliner Wahl 1950 wurde Müller-Schoenau in die Bezirksverordnetenversammlung (BVV) im Bezirk Steglitz gewählt. Bei der Wahl 1958 wurde er in das Abgeordnetenhaus von Berlin gewählt. Da der bisherige Bezirksstadtrat Wilhelm Grobecker im Dezember 1960 starb, wählte die BVV Steglitz Müller-Schoenau im Februar 1961 zum neuen Stadtrat für Wirtschaft, er schied daher aus dem Parlament aus. 1973 wurde er Büroleiter des Landesvorsitzenden Peter Lorenz und zwei Jahre später Pressesprecher der CDU Berlin. Nach der Wahl 1975 rückte Müller-Schoenau erneut durch die Wiederholungswahl im Februar 1976 im Wahlkreis im Bezirk Zehlendorf in das Abgeordnetenhaus von Berlin nach und schied im März 1979 aus.